# Đại học Kinh tế Quốc dân

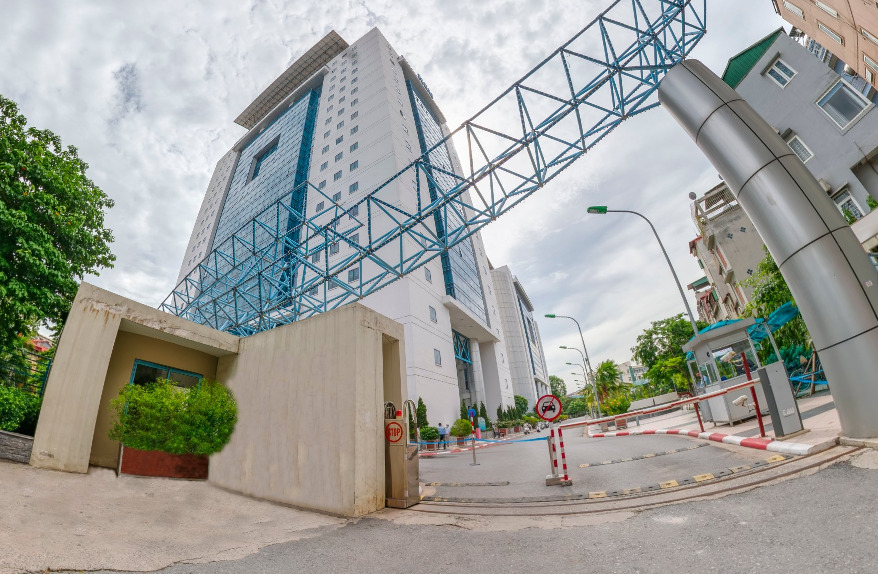
Cổng trường Đại học kinh tế quốc dân (phố Vọng)

Đại học Kinh tế Quốc dân (tiếng Anh: National Economics University, NEU) là một đại học định hướng nghiên cứu đầu ngành trong khối các trường đào tạo về kinh tế, quản lý và quản trị kinh doanh ở Việt Nam, nằm trong nhóm các trường đại học, học viện trọng điểm của Việt Nam. 
Tiền thân của Đại học Kinh tế Quốc dân là Trường Đại học Kinh tế Quốc dân, năm 2024, Chính phủ có quyết định chuyển trường thành đại học. Hiện đại học đang có ba trường trực thuộc.

## Lịch sử
Trường Đại học Kinh tế Quốc dân được thành lập theo Nghị định số 678-TTg ngày 25 tháng 1 năm 1956 với tên gọi ban đầu là Trường Kinh tế Tài chính. Lúc đó, Trường được đặt trong hệ thống Đại học nhân dân Việt Nam trực thuộc Thủ tướng Chính phủ Việt Nam.
Ngày 22 tháng 5 năm 1958: Nghị định số 252-TTg của Thủ tướng Chính phủ đổi tên trường thành Trường Đại học Kinh tế Tài chính trực thuộc Bộ Giáo dục. Tháng 1 năm 1965, trường đổi tên thành Trường Đại học Kinh tế Kế hoạch.
Ngày 22 tháng 10 năm 1985: Bộ trưởng Bộ Đại học và Trung học chuyên nghiệp Nguyễn Đình Tứ ra Quyết định số 1443/QĐ-KH đổi tên trường thành Trường Đại học Kinh tế Quốc dân. Năm 1989: trường Đại học Kinh tế Quốc dân được Chính phủ giao thực hiện 3 nhiệm vụ chính là:
1. Tư vấn về chính sách kinh tế vĩ mô và vi mô.
2. Đào tạo về kinh tế, quản lý và quản trị kinh doanh ở bậc đại học và sau đại học
3. Đào tạo cán bộ quản lý cho các doanh nghiệp thuộc các thành phần kinh tế.

Trải qua những năm tháng xây dựng và phát triển, Trường Đại học Kinh tế Quốc dân luôn luôn giữ vững vị trí là:
- Một trong những trung tâm đào tạo và bồi dưỡng cán bộ quản lý Kinh tế và Quản trị kinh doanh lớn nhất ở Việt Nam. Bên cạnh các chương trình đào tạo cấp bằng cử nhân, Thạc sĩ và Tiến sĩ, Trường cũng thường xuyên tổ chức các khoá bồi dưỡng chuyên môn ngắn hạn về Quản lý Kinh tế và Quản trị kinh doanh cho các nhà quản lý các Doanh nghiệp và các Cán bộ Kinh tế trên phạm vi toàn quốc.
- Cho đến nay, trường Đại học Kinh tế Quốc dân đã đào tạo được nhiều thế hệ Cán bộ Quản lý chính quy, năng động, dễ thích nghi với Nền kinh tế thị trường và có khả năng tiếp thu các Công nghệ mới. Trong số những sinh viên tốt nghiệp của Trường, nhiều người hiện đang giữ những chức vụ quan trọng trong các Cơ quan của Đảng Cộng sản Việt Nam, Quốc hội Việt Nam, Chính phủ Việt Nam và các Doanh nghiệp.
- Trung tâm nghiên cứu Khoa học Kinh tế phục vụ đào tạo, hoạch định chính sách Kinh tế - xã hội của Đảng, Nhà nước, các ngành, các địa phương và chiến lược kinh doanh của các Doanh nghiệp. Trường đã triển khai nhiều công trình nghiên cứu lớn về Kinh tế và Kinh doanh ở Việt Nam, được Chính phủ trực tiếp giao nhiều đề tài nghiên cứu lớn và quan trọng. Ngoài ra, Trường cũng hợp tác về nghiên cứu với nhiều Trường đại học, Viện nghiên cứu và Các tổ chức quốc tế.
- Trung tâm Tư vấn và chuyển giao Công nghệ quản lý Kinh tế và Quản trị kinh doanh. Trường đã có nhiều đúng góp to lớn trong việc tư vấn cho các Tổ chức ở Trung ương, địa phương và các Doanh nghiệp. Ảnh hưởng sâu rộng của Trường Đại học Kinh tế Quốc dân đến toàn bộ công cuộc đổi mới được tăng cường bởi các mối liên kết chặt chẽ của Trường với các cơ quan thực tiễn.

Đầu năm 2024, Đại học Kinh tế Quốc dân thành lập 3 trường trực thuộc là Kinh tế và Quản lý công, Kinh doanh và Công nghệ. Đến ngày 15 tháng 11 năm 2024, Phó Thủ tướng Chính phủ Lê Thành Long ký Quyết định số 1386/QĐ-TTg ngày 15/11/2024 chuyển Trường Đại học Kinh tế Quốc dân thành Đại học Kinh tế Quốc dân. 
Theo Quyết định trên, Đại học Kinh tế Quốc dân là đơn vị sự nghiệp công lập, cơ sở giáo dục đại học công lập trực thuộc Bộ Giáo dục và Đào tạo, có tư cách pháp nhân, con dấu và tài khoản riêng.
Đại học Kinh tế Quốc dân thực hiện tổ chức lại cơ cấu tổ chức và hoạt động trên cơ sở Trường Đại học Kinh tế Quốc dân theo quy định của Luật Giáo dục đại học và quy định pháp luật có liên quan; quá trình tổ chức lại phải bảo đảm quyền, lợi ích hợp pháp, chính đáng của các bên liên quan, hoạt động bình thường, không để xảy ra tiêu cực, thất thoát, lãng phí tài chính, tài sản.
Phó Thủ tướng yêu cầu Hội đồng trường, Chủ tịch Hội đồng trường, Hiệu trưởng của Trường Đại học Kinh tế Quốc dân tiếp tục thực hiện chức năng, nhiệm vụ, quyền hạn theo các quy định hiện hành cho đến khi Bộ trưởng Bộ Giáo dục và Đào tạo quyết định thành lập Hội đồng Đại học, công nhận Chủ tịch Hội đồng Đại học và công nhận Giám đốc Đại học Kinh tế Quốc dân theo quy định của pháp luật.
Quyết định số 1386/QĐ-TTg có hiệu lực thi hành từ ngày 15/11/2024..

## Cơ cấu tổ chức

### Trường trực thuộc (03 trường)

#### Trường Kinh tế và Quản lý công (08 khoa)
1. Khoa Đầu tư.
2. Khoa Kinh tế học.
3. Khoa Khoa học Quản lý.
4. Khoa Kế hoạch và Phát triển.
5. Khoa Luật.
6. Khoa Lý luận Chính trị.
7. Khoa Môi trường, Biến đổi khí hậu và Đô thị.
8. Khoa Ngoại ngữ Kinh tế.

### Trường Kinh doanh (04 khoa, 02 viện)
1. Khoa Bảo hiểm.
2. Khoa Bất động sản và Kinh tế tài nguyên.
3. Khoa Du lịch và Khách sạn.
4. Khoa Kinh tế và Quản lý nguồn nhân lực.
5. Viện Quản trị Kinh doanh
6. Viện Thương mại và Kinh tế quốc tế..

### Trường Công nghệ
1. Khoa Công nghệ thông tin.
2. Khoa Hệ thống thông tin quản lý.
3. Khoa Khoa học cơ sở.
4. Khoa Khoa học dữ liệu và trí tuệ nhân tạo.
5. Khoa Thống kê.
6. Khoa Toán kinh tế.

### Viện (02)
1. Viện Kế toán - Kiểm toán.
2. Viện Ngân hàng - Tài chính.

### Các đơn vị chức năng
1. Phòng Tổng hợp.
2. Phòng Tổ chức cán bộ.
3. Phòng Quản lý Đào tạo.
4. Phòng Quản lý Khoa học.
5. Phòng Hợp tác Quốc tế.
6. Phòng Khảo thí và Đảm bảo chất lượng giáo dục.
7. Phòng Công tác chính trị và Quản lý sinh viên.
8. Phòng Thanh tra - Pháp chế.
9. Phòng Truyền thông.
10. Phòng Quản trị Thiết bị.
11. Viện Đào tạo Tiên tiến, Chất lượng cao và POHE
12. Viện Đào tạo Sau đại học.
13. Trung tâm Ứng dụng công nghệ thông tin.
14. Trung tâm Đào tạo từ xa.
15. Khoa Đào tạo Tại chức.

### Các đơn vị dịch vụ hỗ trợ đào tạo
1. Trung tâm Đào tạo liên tục.
2. Trung tâm Thông tin - Thư viện.
3. Trung tâm Dịch vụ hỗ trợ đào tạo.
4. Trung tâm Ngoại ngữ kinh tế.
5. Trung tâm Đào tạo và Tư vấn CNTT.
6. Trung tâm Nghiên cứu, Tư vấn Kinh tế và Kinh doanh.
7. Trung tâm Khởi nghiệp và Sáng tạo xã hội.
8. Tạp chí Kinh tế & Phát triển.
9. Trạm Y tế.

### Viện nghiên cứu
1. Viện Phát triển bền vững.

### Các đơn vị giảng dạy chuyên biệt
1. Bộ môn Giáo dục thể chất.

## Hợp tác quốc tế

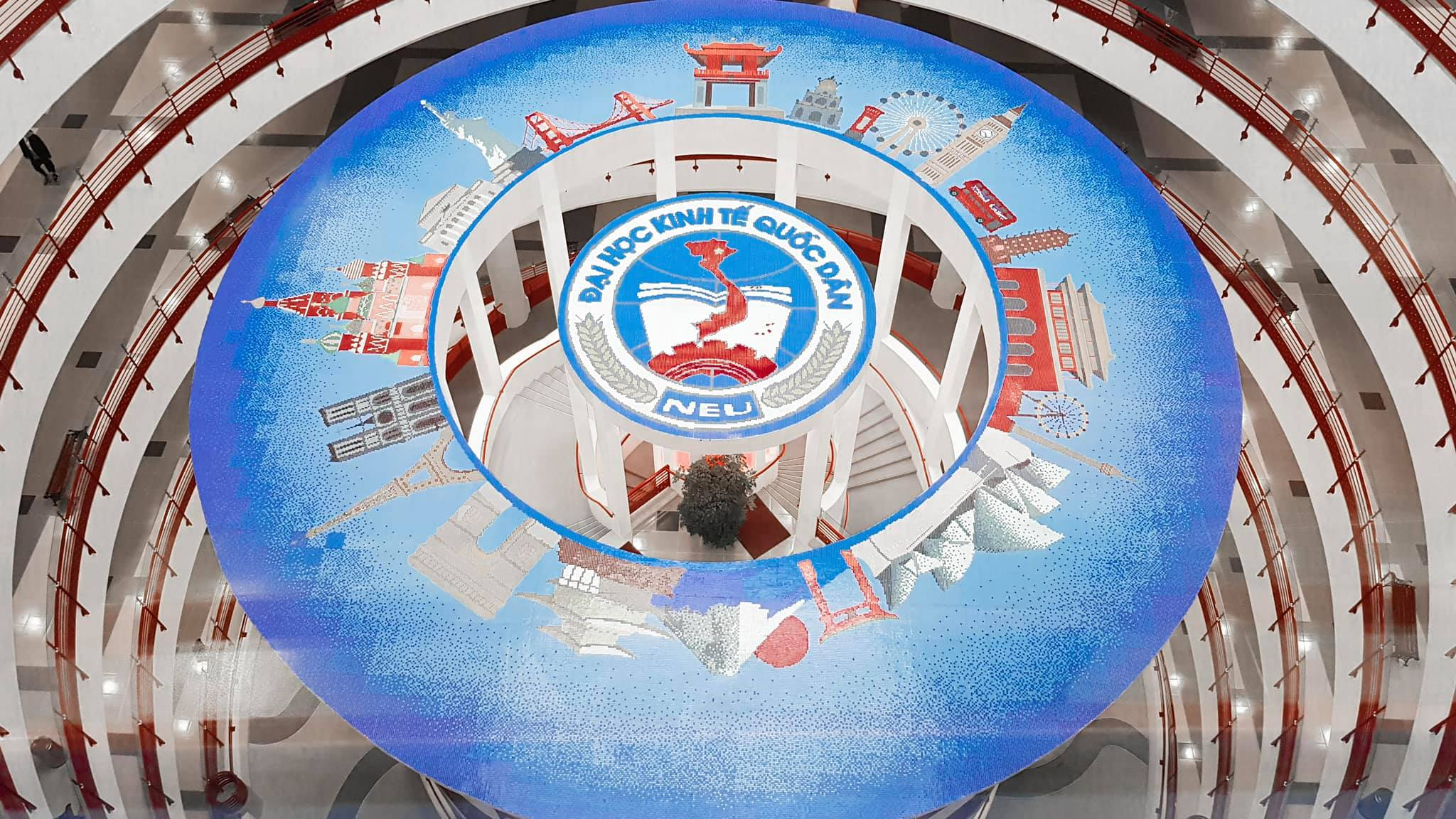
Logo trường đại học Kinh tế Quốc dân trong tòa nhà thế kỷ

Đại học Kinh tế Quốc dân có quan hệ trao đổi, hợp tác đào tạo – nghiên cứu với nhiều trường đại học, viện nghiên cứu nổi tiếng và nhiều tổ chức quốc tế của các nước Nga, Trung Quốc, Bulgaria, Ba Lan, Cộng hòa Séc và Slovakia, Anh, Pháp, Mỹ, Úc, Nhật, Thuỵ Điển, Hà Lan, Đức, Canada, Hàn Quốc, Thái Lan,... Đặc biệt, trường cũng nhận được tài trợ của các nước và các tổ chức quốc tế như tổ chức Sida (Thụy Điển), UNFPA, CIDA (Canada), JICA (Nhật Bản), Chính phủ Hà Lan, ODA (Vương quốc Anh), UNDP, Ngân hàng Thế giới, Quỹ Ford (Mỹ), Quỹ Hanns Seidel,  Tổ chức Hợp tác Quốc tế Đức (Đức)... để tổ chức nghiên cứu, xây dựng chương trình đào tạo và mở các khoá đào tạo thạc sĩ tại Trường về kinh tế, quản lý, quản trị kinh doanh và các lớp bồi dưỡng về kinh tế thị trường... Đồng thời, Trường cũng có quan hệ với nhiều công ty nước ngoài trong việc đào tạo, nghiên cứu và cấp học bổng cho sinh viên.

## Mục tiêu

### Mục tiêu chung
Giữ vững, phát huy và khẳng định vị thế trường trọng điểm quốc gia, trường đầu ngành trong hệ thống giáo dục đại học của cả nước, phát triển trường Đại học Kinh tế Quốc dân thành trường đại học đa ngành về kinh tế, quản lý và quản trị kinh doanh, đạt đẳng cấp khu vực và quốc tế nhằm phục vụ sự nghiệp Công nghiệp hóa - Hiện đại hóa đất nước, phục vụ có hiệu quả nhu cầu phát triển nhanh và bền vững nền kinh tế – xã hội Việt Nam.

### Mục tiêu cụ thể
Đảm bảo nâng cao chất lượng đào tạo toàn diện, chuẩn hóa đội ngũ giảng dạy và phục vụ; tạo ra sự đột phá về chất lượng đào tạo ở một số ngành, chuyên ngành mũi nhọn, đạt tiêu chuẩn khu vực và quốc tế đảm bảo sự lan toả và làm cơ sở cho việc nâng cao chất lượng toàn diện các hệ đào tạo. 
Mở rộng, phát triển và khẳng định vị thế là một trung tâm nghiên cứu khoa học và tư vấn kinh tế, quản trị kinh doanh lớn và có uy tín hàng đầu của Việt Nam. 
Phát triển quan hệ hợp tác, liên kết chặt chẽ và nâng cao vai trò đào tạo, nghiên cứu và tư vấn trong mạng lưới các trường đại học có đào tạo về kinh tế và quản trị kinh doanh, trong hệ thống giáo dục đại học, viện nghiên cứu, các doanh nghiệp ở Việt Nam; mở rộng quan hệ hợp tác trao đổi có hiệu quả với các trường đại học, viện nghiên cứu và các tổ chức quốc tế trong khu vực và trên thế giới. Mở rộng ảnh hưởng và không ngừng nâng cao hình ảnh uy tín của trường trong và ngoài nước. Phấn đấu trở thành trường đại học hiện đại với đầy đủ cơ sở vật chất và các trang thiết bị tiên tiến, môi trường phục vụ đào tạo và nghiên cứu cơ bản đạt tiêu chuẩn khu vực với hệ thống giảng đường đủ tiêu chuẩn, hệ thống thư viện hiện đại cùng một hệ thống các dịch vụ cung cấp có chất lượng cao.

## Quy mô
- Tổng số giảng viên và nhân viên: 1228, trong đó có 18 Giáo sư, 95 Phó Giáo sư, 255 Tiến sĩ, 391 Thạc sĩ; 20 Giảng viên cao cấp, 230 giảng viên chính, 329 giảng viên. 2 Nhà giáo Nhân dân, 41 Nhà giáo Ưu tú, 382 Đảng viên.
- Hiện đại học đang đào tạo khoảng 22000 sinh viên với 3 trường trực thuộc, 19 khoa, 45 chuyên ngành, 11 viện và 8 trung tâm, 13 bộ môn, 9 phòng ban chức năng và 4 đơn vị phục vụ khác.
- Trường Kinh doanh (NEU College of Business, NCB) gồm: Viện Quản trị Kinh doanh (NEU Business School); Viện Thuơng mại và Kinh tế Quốc tế (Trường Ngoại thương-School of Trade and International Economics); Khoa Marketing; Khoa Bảo hiểm; Khoa Kinh tế và Quản lí Nguồn nhân lực; Khoa Quản trị Kinh doanh, Khoa Bất động sản và Kinh tế Tài nguyên, Khoa Du lịch và Khách sạn.
- Trường Kinh tế và Quản lí công (NEU College of Economics and Public Administration, NCEPA) gồm: Khoa Kinh tế học, Khoa Khoa học quản lí, Khoa Đầu tư, Khoa Kế hoạch và Phát triển, Khoa Môi trường, Biến đổi khí hậu và Đô thị, Khoa Luật, Khoa Ngoại ngữ Kinh tế, Khoa Lý luận Chính trị.
- Trường Công nghệ (NEU College of Technology, NCT) gồm: Viện CNTT và Kinh tế số (NEU School of Information Technology and Digital Economics); Khoa Toán kinh tế; Khoa Thống kê.
- Viện Ngân hàng - Tài chính (NEU School of Banking and Finance).
- Viện Kế toán - Kiểm toán (NEU School of Accounting and Auditing).
- Viện Chính sách công và quản lý
- Viện Phát triển bền vững.
- Viện Đào tạo Tiên tiến, Chất lượng cao và POHE (AEP).

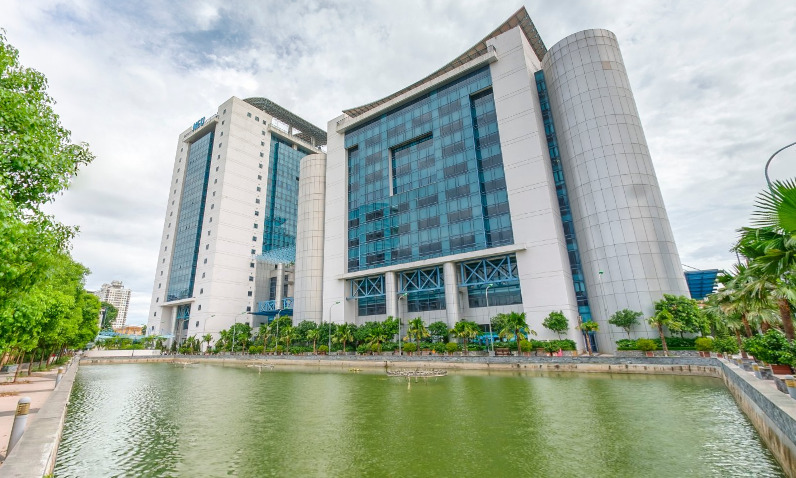
Tòa nhà thế kỷ-biểu tượng của NEU

- Viện Đào tạo Quốc tế (ISME).
- Viện Đào tạo Sau đại học.

## Danh sách hiệu trưởng và giám đốc

### Hiệu trưởng
- Phạm Văn Đồng (Thủ tướng, Hiệu trưởng danh dự khi thành lập)[7][8]
- Nguyễn Văn Tạo: 1956–1961[8]
- GS Đoàn Trọng Truyến: 1960–1963
- Hồ Ngọc Nhường: 1963–1968
- Đỗ Khiêm: Phó Hiệu trưởng, phụ trách trường (1968–1970)
- GS. NGND Mai Hữu Khuê: 1970–1982
- Phạm Hữu Niên: 1982–1984 (Phụ trách trường)
- PGS. TSKH. Lê Văn Toàn: 1984–1985
- PGS. Nguyễn Pháp:1985–1987
- GS. TS. Anh hùng lao động. NGND Vũ Đình Bách: 1987–1994
- GS. TSKH. NGND Lương Xuân Quỳ: 1994–1999
- GS. TS. NGND Nguyễn Đình Hương: 1999–2002
- GS. TSKH. NGND Lê Du Phong: 2002–2003 (Q.Hiệu trưởng)
- GS. TS. NGUT Nguyễn Văn Thường: 2003–2008
- GS. TS. NGUT Nguyễn Văn Nam: nhiệm kỳ 2008–05/2013
- PGS. TS Phạm Mạnh Hùng: 05/2013–09/2014 (Thứ trưởng Bộ Giáo dục và Đào tạo)
- GS. TS. NGND Trần Thọ Đạt: 09/2014 – 04/2019

### Giám đốc
- GS. TS. NGUT Phạm Hồng Chương (từ 04/2019)

## Những cán bộ, giảng viên nổi tiếng
- Trần Văn Cung, bí thư Chi bộ Cộng sản đầu tiên của Đông Dương Cộng sản Đảng.
- Đoàn Trọng Truyến: sinh ngày 15 tháng 1 năm 1922 tại Thừa Thiên Huế, mất ngày 8 tháng 7 năm 2009, là nhà giáo Nhân dân, Giáo sư, nguyên Bộ trưởng, Tổng Thư ký Hội đồng Bộ trưởng kiêm Chủ nhiệm Văn phòng Hội đồng Bộ trưởng từ tháng 5/1984 đến tháng 2/ 1987. Ngoài ra, ông còn giữ nhiều cương vị lãnh đạo khác trong các Bộ, ngành, là Hiệu trưởng Trường Kinh tế tài chính (nay là Đại học Kinh tế quốc dân) từ 1960- 1963; Đại biểu Quốc hội từ khóa I đến khóa VII.
- Vũ Đình Bách: Nhà giáo nhân dân, GS.TS; Hiệu trưởng trường đại học Kinh tế quốc dân (1987- 1994). Anh hùng Lao động thời kỳ đổi mới.Ông có nhiều đóng góp cho sự phát triển trường đại học KTQD.
- Nguyên Ủy viên Bộ Chính trị Ban Chấp hành Trung ương Đảng Cộng sản Việt Nam, nguyên Bí thư Thành uỷ Hà Nội Lê Xuân Tùng
- Nguyên bộ trưởng bộ kế hoạch và đầu tư, chủ tịch HĐQT ACB Trần Xuân Giá
- Chủ tịch HĐQT Sabeco Phan Đăng Tuất

## Khen thưởng
- Huân chương Lao động hạng ba (năm 1972);
- Huân chương Lao động hạng nhì (năm 1978);
- Huân chương Lao động hạng nhất (năm 1983, 2016);
- Huân chương Độc Lập hạng nhất: năm 1986, 1991 và 1996
- Danh hiệu Anh hùng Lao động (năm 2000);
- Huân chương Hồ Chí Minh (năm 2001);
- Huân chương Hồ Chí Minh (năm 2011);
- Huy chương Hữu nghị Nước Cộng hòa dân chủ nhân dân Lào (1987, 2008).

## Sinh viên ưu tú
Đại học Kinh tế Quốc dân là nơi đào tạo ra nhiều lãnh đạo cấp cao nhất cho Đảng Cộng sản Việt Nam và Nhà nước Cộng hòa Xã hội Chủ nghĩa Việt Nam, nhiều doanh nhân nổi tiếng, những người đẹp đoạt các danh hiệu tại các cuộc thi sắc đẹp cũng là sinh viên và nghiên cứu sinh của trường.
- Nguyễn Xuân Phúc: Nguyên Ủy viên Bộ Chính trị, Nguyên Chủ tịch nước Cộng hòa xã hội chủ nghĩa Việt Nam
- Ngô Văn Dụ: Nguyên Ủy viên Bộ Chính trị, nguyên Bí thư Trung ương Đảng, nguyên Chủ nhiệm Ủy ban Kiểm tra trung ương
- GS. kinh tế: Đặng Phong
- TS. Lê Đức Thúy: Nguyên Ủy viên Ban Chấp hành Trung ương Đảng, Nguyên Thống đốc Ngân hàng Nhà nước Việt Nam
- Tráng A Pao: Nguyên Ủy viên Ban chấp hành Trung Ương Đảng, Nguyên Ủy viên Ủy ban Thường vụ Quốc hội, Nguyên Chủ tịch Hội đồng Dân tộc của Quốc hội.
- Trần Đình Long: Chủ tịch Hội đồng Quản trị Tập đoàn Hòa Phát
- Nguyễn Xuân Phú: Chủ tịch HĐQT CTCP Tập đoàn Sunhouse
- Bùi Nhật Quang: Nguyên Ủy viên Ban Chấp hành Trung Ương Đảng, Nguyên Chủ tịch Viện Hàn Lâm Khoa học xã hội Việt Nam, Phó Chủ tịch Hội đồng Lý luận Trung ương
- Vũ Văn Tiền - Chủ tịch HĐQT Ngân hàng An Bình và Geleximco
- Phạm Quang Dũng: Chủ tịch HĐQT Ngân hàng TMCP Ngoại thương Việt Nam – Vietcombank
- Nguyễn Thanh Phượng: Chủ tịch HĐQT Chứng khoán Bản Việt và Quản lý quỹ Bản Việt, thành viên HĐQT Ngân hàng Bản Việt
- Thiếu tướng Nguyễn Mạnh Hùng: Ủy viên Ban Chấp hành Trung Ương Đảng, Bộ trưởng Bộ Thông tin và Truyền thông
- Nguyễn Thị Hồng: Ủy viên Ban Chấp hành Trung ương Đảng, Thống đốc Ngân hàng Nhà nước Việt Nam
- Đào Hồng Lan: Ủy viên Ban Chấp hành Trung ương Đảng, Bộ trưởng Bộ Y tế
- Trần Duy Đông: Phó Bí thư Tỉnh ủy, Chủ tịch UBND tỉnh Vĩnh Phúc
- Bùi Anh Tuấn: Hiệu trường Trường Đại học Ngoại Thương, nguyên Vụ trưởng vụ Đại học, bộ Giáo dục và Đào tạo.
- Anh hùng lao động Lê Văn Tam: Chủ tịch Công ty cổ phần mía đường Lam Sơn
- Lê Đức Thọ: Nguyên Ủy viên Ban Chấp hành Trung Ương Đảng, Nguyên Bí thư Tỉnh ủy Bến Tre
- Trương Đình Anh: Nguyên tổng giám đốc FPT
- Nguyễn Văn Sự: Ủy viên HĐQT, nguyên tổng giám đốc HAGL
- Dương Công Minh: Chủ tịch HĐQT Sacombank và CTCP Him Lam
- Phạm Duy Hiếu: Nguyên tổng giám đốc ABBank
- Thái Hương: Chủ tịch HĐQT CTCP Thực phẩm sữa TH, Phó chủ tịch HĐQT Ngân hàng TMCP Bắc Á, CTCP Xây dựng và dịch vụ thương mại Vạn Niên[cần dẫn nguồn]
- Nguyễn Văn Cẩn: Tổng cục trưởng Tổng cục Hải Quan[9]
- Nguyễn Đình Thắng: Chủ tịch LienVietPostBank
- Trần Văn Tráng: Phó chủ tịch Vinh Dự Viện Kinh Tế xã hội
- Nguyễn Thị Hương: Tổng cục trưởng tổng cục thống kê.
- Lê Văn Thành : Nguyên Ủy viên Ban Chấp hành Trung Ương Đảng, Nguyên Phó Thủ tướng Chính phủ nước Cộng hòa Xã hội Chủ nghĩa Việt Nam
- Nguyễn Anh Tuấn: Ủy viên Ban Chấp hành Trung ương Đảng, Bí thư Tỉnh ủy Bắc Ninh
- Trương Quốc Huy: Phó Bí thư Tỉnh uỷ, Bí thư Ban cán sự đảng, Chủ tịch UBND tỉnh Hà Nam
- Đại đức Thích Trúc Thái Minh: trụ trì chùa Ba Vàng
- Vũ Hương Giang: Hoa khôi Phụ nữ Việt Nam qua ảnh 2017, Top 25 Hoa hậu Việt Nam 2018.
- Bùi Phương Nga: Á hậu 1 Hoa hậu Việt Nam 2018, Top 10 Hoa hậu Hòa bình Quốc tế 2018.
- Nhà báo Nguyễn Tùng Chi: Phó Trưởng ban sản xuất các chuơng trình Giải trí của Đài Truyền hình Việt Nam
- Cao Diệp Anh: Diễn viên của VFC, Top 60 Hoa hậu Hoàn vũ Việt Nam 2019 nhưng bỏ cuộc trước đêm bán kết vì lý do cá nhân.
- Đỗ Thị Hà: Hoa hậu Việt Nam 2020, Top 13 Hoa hậu Thế giới 2021.
- Nguyễn Thị Vân Anh: Top 45 Hoa hậu Hoàn vũ Việt Nam 2019, đại diện Việt Nam dự thi Hoa hậu Trái Đất 2021.
- Nông Thúy Hằng: Top 40 Hoa hậu Thế giới Việt Nam 2019, Top 40 Hoa hậu Việt Nam 2020, Hoa hậu các Dân tộc Việt Nam 2022, Á hậu 2 Hoa hậu Hữu nghị Thế giới 2023.
- Trịnh Thùy Linh: Á hậu 1 Hoa hậu Việt Nam 2022.
- Nguyễn Diệu Linh: Người dẫn chương trình
- Việt Anh: diễn viên người Việt Nam.
- Bùi Thị Xuân Hạnh: Á quân The Face Vietnam 2023 - team Vũ Thu Phương, Hoa hậu Hoàn vũ Việt Nam 2023, Top 5 Hoa hậu Hoàn vũ Quốc tế 2024.
- Phạm Tuấn Ngọc: Top 9 The Face Vietnam 2023 - team Minh Triệu & Kỳ Duyên, Nam vương Thế giới Việt Nam 2024, Á vương 1 Nam vương Thế giới 2024.

## Bê bối
Ngày 2/4/2013, Bộ Giáo dục và Đào tạo đưa ra hình thức xử lý kỷ luật đối với Hiệu trưởng Nguyễn Văn Nam về việc ông Nguyễn Văn Nam đã ban hành một số văn bản quản lý nhà trường không đúng quy định của pháp luật:
- Chuyển đổi khoa Ngân hàng – Tài chính thành Viện Ngân hàng – Tài chính không thảo luận lấy ý kiến tại cơ sở
- Tách bộ môn Tài chính tiền tệ không lấy ý kiến của Ban chủ nhiệm khoa, Hội đồng khoa học
- Bổ nhiệm 49 cán bộ nguồn tại chỗ thiếu bước nhận xét, đánh giá cán bộ và lấy phiếu tín nhiệm tại cơ sở
- Điều chuyển ông Phạm Ngọc Linh nóng vội sai quy định, xử lý kỷ luật ông Hà Huy Bình không đúng với quy định của pháp luật nhận hình thức xử lý là khiển trách.
- Ký quyết định chuyển sinh viên Đào Văn Hướng từ khoa Quản trị kinh doanh Trường Đại học Tây Bắc sang lớp Ngân hàng tài chính (K50) trong khi SV này không đủ điều kiện nên theo Bộ "phải áp dụng hình thức kỉ luật cảnh cáo".

Tổng hợp các hình thức kỉ luật, ông Nguyễn Văn Nam phải chịu hình thức kỉ luật nặng hơn mức cảnh cáo là Hạ bậc lương.